# Jean Tapissier
Jean Tapissier (eigentlich Jean de Noyers; * um 1370 in Noyers, nördliches Burgund; † um 1409 wahrscheinlich in Paris) war ein französischer Dichter und Komponist der burgundischen Schule im späten Mittelalter.

## Leben und Wirken
Der Beiname „Tapissier“ deutet wohl auf die Tätigkeit es Dichter-Musikers mit dem „Weben“ von Liedsätzen hin. Über seine Jugend und Ausbildungszeit gibt es keine Informationen. Er stand am Ende des 14. und am Anfang des 15. Jahrhunderts im Dienst der Herzöge von Burgund in Dijon und war als Kammerdiener und Hofkomponist angestellt. Der früheste Beleg aus dem Archiv von Burgund spricht von ihm als Mitglied des Gefolges von Herzog Philipp dem Kühnen auf dessen Reise nach Mailand im Februar 1391. Im gleichen Jahr, ebenso im Jahr 1395, machte er mit seinem Dienstherrn eine ähnliche Reise nach Avignon. Auf diese Weise gelangten wohl einige Kompositionen Tapissiers in eine Handschrift, die sonst nur Stücke aus Avignon überliefert. Im Sommer 1399 begleitete er Herzog Philipp nach Flandern. Nachdem Philipp der Kühne 1404 verstorben war, wurde Tapissier von dessen Sohn und Nachfolger, Herzog Johann Ohnefurcht, in dessen Dienste übernommen. Die burgundischen Unterlagen zeigen auch, dass sich der Komponist 1406 um die Singschule in Paris gekümmert hat; er gab Gesangsunterricht und hatte die Chorknaben des Hofs in seiner Obhut. Mit diesen reiste er 1408 nach Amiens und Arras, wo sie auftragsgemäß vor dem neuen burgundischen Herzog singen sollten. Später im gleichen Jahr erhielt er eine Belohnung für seine Mithilfe bei der Durchführung der Gottesdienste, als sich der burgundische Hof in Paris aufhielt. Im Dezember 1408 wurde Tapissier durch einen anderen Pädagogen ersetzt, vielleicht weil er schwer erkrankt oder verstorben war; in den archivarischen Belegen Burgunds ist allerdings erst für August 1410 definitiv von seinem Ableben die Rede.

## Bedeutung
Jean Tapissier war zu seinen Lebzeiten offenbar hoch angesehen; in den um 1400 erschienenen „Règles de la seconde rhétorique“ wird er von dem anonymen Verfasser als einer der führenden Dichter-Musiker bezeichnet. Noch mehrere Jahrzehnte später, um 1440, war sein Name gut genug bekannt, um in dem Gedicht „Le champion des dames“ von Martin Le Franc erwähnt zu werden. Seine isorhythmische Motette „Eya dulcis adque vernans rosa“ betrauert die Spaltung der Kirche im Großen Schisma und enthält eine Anspielung auf Philipp den Kühnen, der wiederholt versucht hatte, diese Spaltung zu überwinden. In den beiden überlieferten Messesätzen gibt es eine ganze Reihe von Bezügen zu Stücken von Baude Cordier, einem Kollegen Tapissiers am burgundischen Hof, sowie zu Messesätzen von Thomas Fabri, einem Schüler von Tapissier. Als Komponist der burgundischen Schule gehört Jean Tapissier zu den Vorläufern der franko-flämischen Musik.

## Werke
- Credo zu drei Stimmen
- Sanctus zu drei Stimmen
- Motette „Eya dulcis adque vernans rosa“ / „Vale placens peroratrix“ zu vier Stimmen